# Monechma mollissimum
Monechma mollissimum là một loài thực vật có hoa trong họ Ô rô. Loài này được P.G. Mey. mô tả khoa học đầu tiên.